# Бабей
Бабе́й (укр. Бабей, рум. Babei) — левый приток реки Сарата, расположенный на территории Штефан-Водского (Молдавия) и Саратского районов (Одесская область, Украина).

## География
Длина — 31 км (по территории Молдавии — 24 км, Украины — 7 км). Площадь бассейна — 220 км². Русло реки (отметки уреза воды) в среднем течении (севернее села Фараоновка) находится на высоте 40,2 м над уровнем моря. Долина шириной 2 км, частично с обрывистыми берегами, изрезана балками и промоинами. Русло шириной 2 м. На реке создано несколько прудов.
Берет начало восточнее села Ермоклия. Река течёт на юг (отклоняясь на восточное и западное направления), изначально по территории Молдавии, затем пересекает государственную границу и течёт по территории Украины. Впадает в реку Сарата (на 85-м км от её устья) южнее села Фараоновка.
Притоки: (от истока к устью) нет крупных.
Населённые пункты (от истока к устью):
1. Фештелица
2. Нижняя Марьяновка
3. Хаджилар[1]
4. Волинтирь (Волонтировка)
5. Фараоновка